# Abu Dhabi Plaza
Abu Dhabi Plaza (kasachisch Әбу-Даби Плаза) ist ein Gebäudekomplex in der kasachischen Hauptstadt Astana. Es beinhaltet Büros, Wohnungen, Einkaufszentren und ein Hotel, und besteht aus mehreren Gebäuden mit unterschiedlichen Höhen, von denen das höchste 310,8 Meter misst und 75 Etagen besitzt. Mit dieser Höhe ist es das höchste Gebäude in Zentralasien. Fertiggestellt wurde es im Jahr 2021.

## Geschichte
Im Juni 2009 unterzeichneten Kasachstan und die Vereinigten Arabischen Emirate eine Vereinbarung über den Bau eines Hochhauses in der kasachischen Hauptstadt. Ersten Entwürfen nach sollte das Hauptgebäude des Bauprojektes eine Höhe von 382 Meter besitzen; die Fertigstellung wurde für das Jahr 2016 geplant. Im November 2010 begannen mit den Erdarbeiten die ersten Bauarbeiten; nach rund einem Monat wurden diese jedoch wieder eingestellt. Die Wiederaufnahme der Erdausgrabungen erfolgte erst im November 2011.
Im Oktober 2012 kam es zu einem ersten Skandal bei dem Bauprojekt. Türkische Subunternehmer und deren Arbeiter begannen zu streiken, da sie über mehrere Monate hinweg keine Löhne mehr erhalten hatten. In dessen Folge wurde 2013 mit der Arabtec Holding ein neuer Generalunternehmer mit den Bauleistungen beauftragt; Aldar Properties blieb Eigentümer und Investor. Im Februar 2014 kam es auf der Baustelle erneut zu einem Streik. Mehrere hundert kasachische Arbeiter legten ihre Arbeit nieder und forderten die gleiche Bezahlung wie ausländische Arbeiter.
Am 13. Februar 2016 brannte es im Gebäude während der Bauphase zwischen der 19. und 25. Etage, dabei kam jedoch niemand zu Schaden. Daraufhin ruhte der Bau mehrmals und der Eröffnungstermin wurde immer wieder verschoben.

## Beschreibung
Der Komplex des Abu Dhabi Plaza besteht aus insgesamt fünf Gebäuden, die eine Gesamtfläche von etwa 550.000 Quadratmetern besitzen. Das Hauptgebäude besteht aus 75 Stockwerken und ist mit einer Höhe von 310,8 Metern das höchste Gebäude Kasachstans.
- Block R: Büros, Wohnungen, 75 Stockwerke, Gesamtfläche 106.000 Quadratmeter
- Block O: Büros, 29 Stockwerke, Gesamtfläche 58.000 Quadratmeter
- Block N: Hotel, 14 Stockwerke, Gesamtfläche 32.000 Quadratmeter
- Block U: Büros, 30 Stockwerke, Gesamtfläche 64.000 Quadratmeter
- Block Z: Wohnungen, 16 Stockwerke, Gesamtfläche 20.000 Quadratmeter

## Galerie

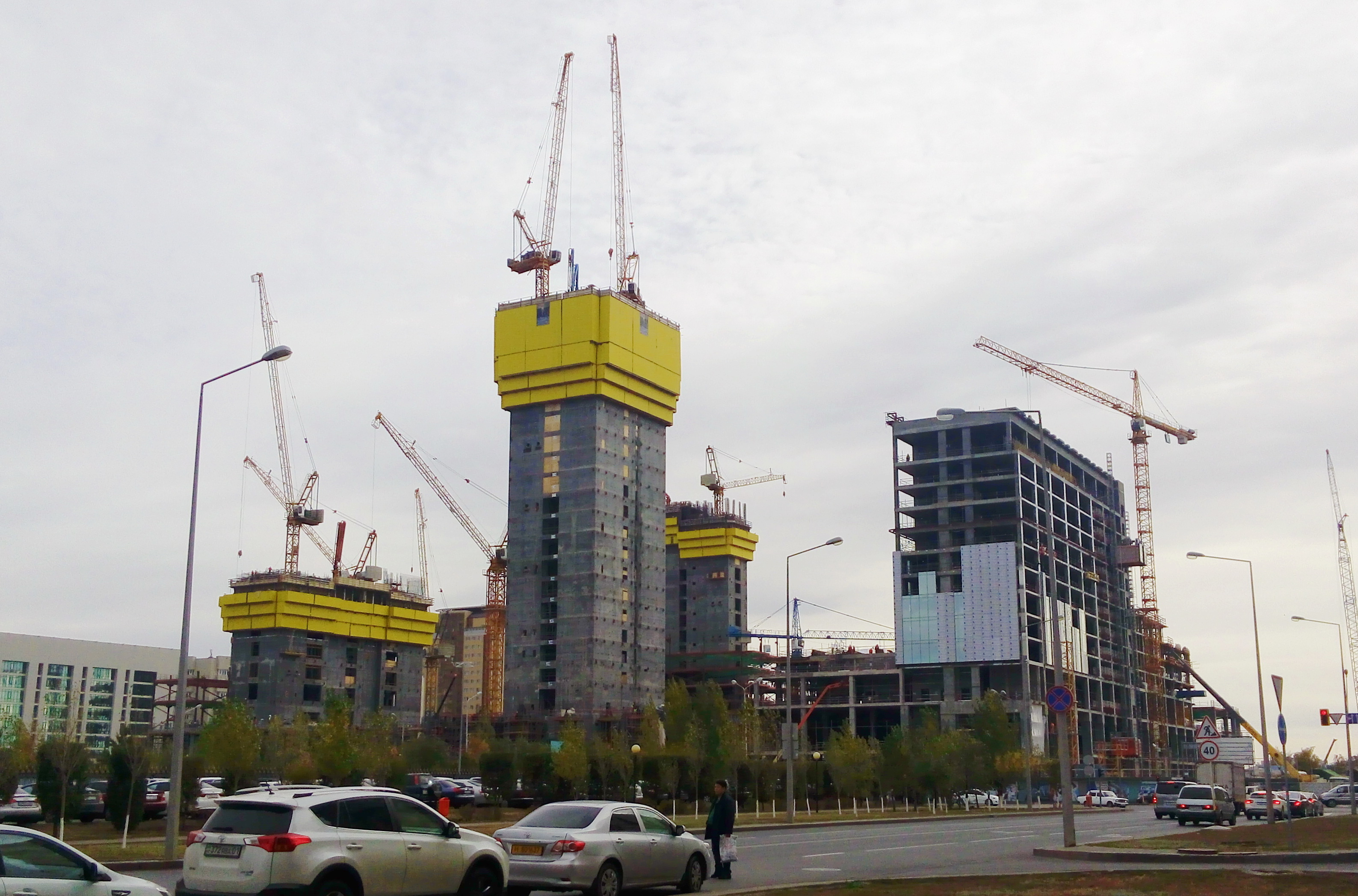
Baufortschritt 2015
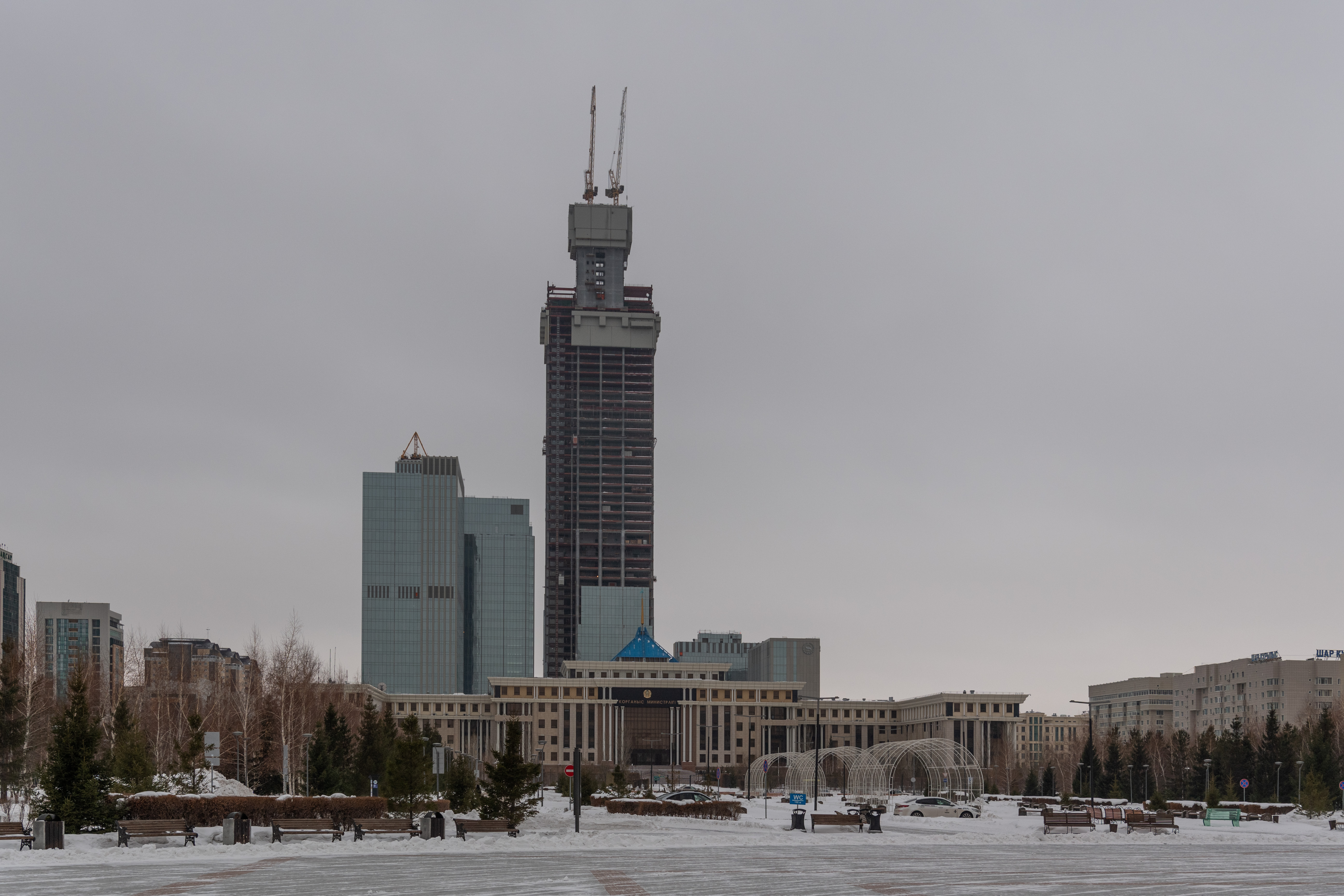
Baufortschritt 2019